# Стационарный итерационный метод
Стационарный итерационный метод — это общее название семейства методов для решения системы линейных алгебраических уравнений {\displaystyle Ax=b}. Характеризуется общим видом итерационной формулы, которая может быть представлена в следующей простой форме:
{\displaystyle x^{k+1}=Hx^{k}+g,}
где {\displaystyle H} и {\displaystyle g} не зависят от номера итерации {\displaystyle k}.
В зависимости от свойств исходной матрицы {\displaystyle A} (например, диагональное преобладание или положительная определённость) матрицы {\displaystyle H} и {\displaystyle g} могут быть получены несколькими разными способами.

## Стационарные итерационные методы
- Метод итерации
- Метод Якоби
- Метод Гаусса — Зейделя
- Метод релаксации